# Pearl S. Buck
Pearl Sydenstricker Buck (n. 26 iunie 1892, Hillsboro⁠(d), Virginia de Vest, SUA – d. 6 martie 1973, Danby⁠(d), Vermont, SUA) a fost o scriitoare americană, laureată a Premiului Nobel pentru Literatură în 1938.

## Motivația Juriului Nobel
"pentru descrierile și dense și autentic epice ale vieții tărănimii chineze, precum și pentru capodoperele ei în domeniul biografiei".

## Biografie

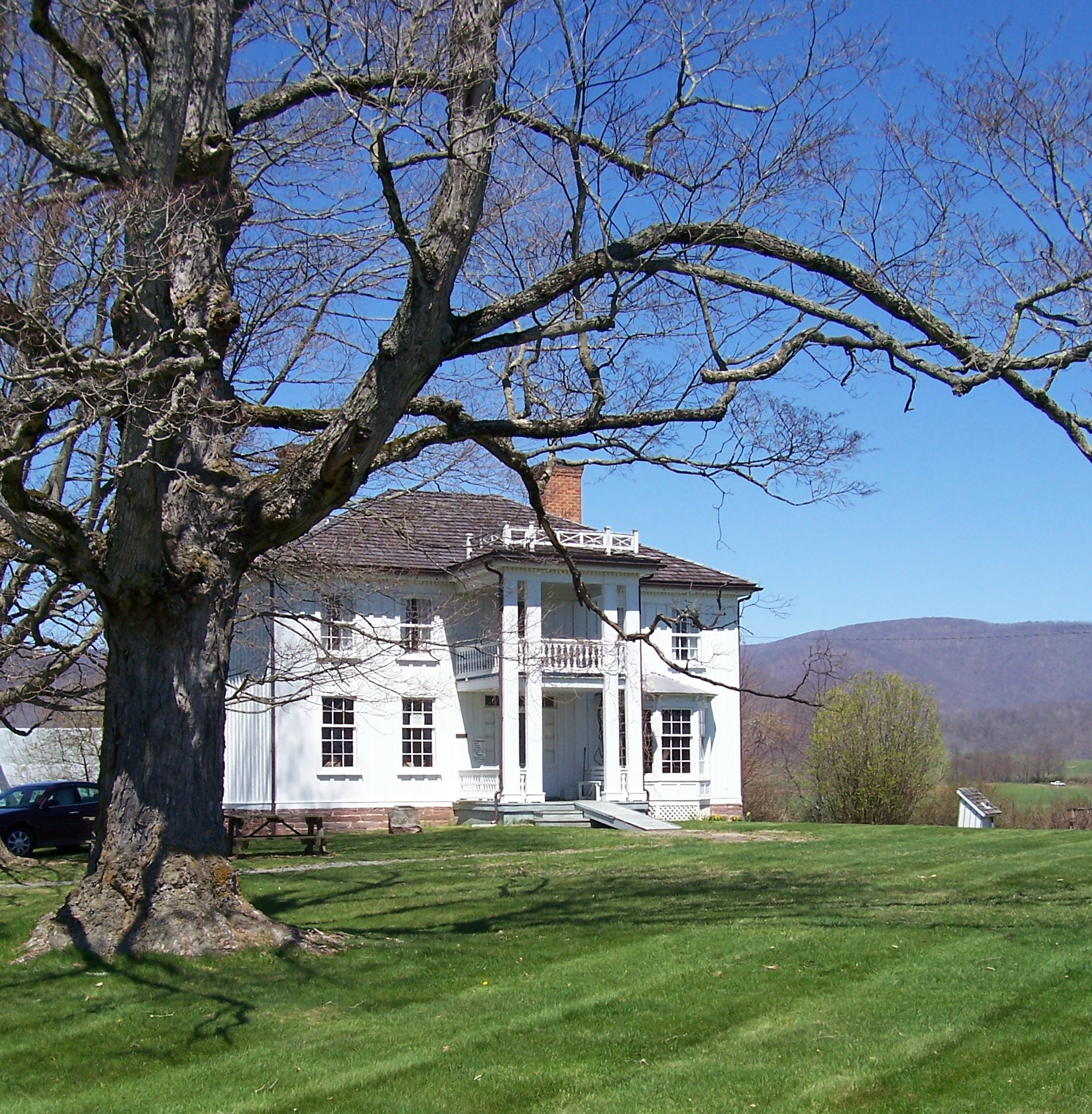
Casa natală

S-a născut la Hillsboro, în Virginia de Vest, într-o familie de misionari ai austerei biserici prezbiteriene, dar a crescut și s-a maturizat în China unde a petrecut mai bine de patruzeci de ani. 
Părinții săi, după cum își amintește Pearl Buck , "se mutau foarte des dintr-o localitate într-alta, până ce, la un moment dat, când eram încă foarte mică, s-au statornicit la Tsingkiang, un oraș de pe malul fluviului Yangtze. Acolo, maica-mea m-a învățat carte și m-a pregătit ca să pot fi admisă la școala secundară. Dânsa mi-a dezvăluit puterea cuvintelor și a înțelesurilor ce pot fi împărtășite cu ajutorul lor."
Primii scriitori pe care i-a citit au fost Mark Twain, Dickens, Thackeray și George Eliot și clasicii literaturii chineze.
Când a împlinit cincisprezece ani, părinții au trimis-o internă la un liceu din Șanhai. 
La șaptesprezece ani, împreună cu părinții, vizitează Europa și Anglia, după care merge în America, unde rămâne la Randolph Macon College ca să-și încheie studiile. După absolvire se întoarce în China unde aproape doi ani îngrijește de mama sa. Se căsătorește cu John Buck, un tânăr misionar american specializat în agronomie.
Se stabilesc la Nanking, unde predă istoria literaturii engleze atât la Universitatea Nanking cât și la Universitatea Chinei de Sud-Est. În 1932, soțul său obține o bursă de studii la Universitatea Cornell și revine în America.
În patrie, Pearl Buck era tocmai pe cale să devină o vedetă literară. Spre deosebire de prima ei carte publicată la New York în 1930 care trecuse neobservată, The Good Earth (Ogorul), romanul ei despre viața necăjită a țărănimii chineze, apărut către sfârșitul anului 1931, se ridica tot mai sus pe lista de bestseller-uri americane și fusese reeditată la Londra și tradusă la Paris, Roma și Berlin, și urma să vadă lumina tiparului în alte câteva capitale. La câtva timp după sosirea ei în America, romanul The Good Earth a fost distins cu premiul Pulitzer pentru ficțiune pe 1932 și se afla în curs de scenarizare la Hollywood. Uriașul răsunet al cărții se datora atât faptului că dezvăluia cititorilor realități crude, pe care scrierile lui Pierre Loti, Lafcadio Hearn, Kipling sau Blasco Ibanez le evitaseră sau le drapaseră în faldurile exotismului romantic, cât și caldei simpatii manifestate de autoare pentru năzuințele de înnoire socială ale poporului chinez.
La întoarcerea în China, Pearl Buck părăsește învățământul și încetează activitatea misionară ce o desfășurase mulți ani pentru a se dedica exclusiv literaturii. În 1934, după ce revine în America, divorțează și se stabilește la New York, unde acceptă o muncă de răspundere într-o editură. În același an, publică un nou roman The Mother (Mama), care se înscrie rapid pe lista marilor succese de librărie. Apoi reia personajele din The Good Earth, încheind în 1935 trilogia cunoscută sub titlul de The House of Earth (Casa de lut). În anul următor, dă la iveală biografiile părinților ei, intitulate respectiv Fighting Angel (tradusă în română de Mircea Eliade în 1939) și The Exile.
Doi ani mai târziu aceste scrieri biografice împreună cu romanele ei despre satul chinezesc cuceresc sufragiile Academiei Suedeze, care-i acordă Premiul Nobel pentru literatură pe anul 1938.
În vremea războiului, Pearl Buck scrie numeroase articole și broșuri antifasciste și sprijină sau inițiază acțiuni în favoarea înfăptuirii egalității pentru toate rasele și întemeiază o fundație pentru creșterea copiilor orfani.
După 1945, abordează în romane (semnate cu pseudonimul John Sedges) personaje și realități americane, dar, după câteva eșecuri,　revine la tematica chineză, unul dintre ultimele ei romane, Three Daughters of Madame Liang, publicat în 1969, afirmându-se cu succes în concurență cu scrierile prozatorilor moderni și devenind un Bestseller. Moare în 1973.

## Opera
- East Wind, West Wind (Vânt de Răsărit, Vânt de la Apus), 1930
- The Good Earth (Ogorul), 1931
- Sons" (Feciorii), 1932
- The Mother (Mama), 1934
- A House of Earth (Casa de lut), 1935
- Pavilionul femeilor, 1946 [17]